# Seigneurie de Florence
La seigneurie de Florence (en italien : Signoria di Firenze) est le gouvernement de la république de Florence, en Italie, qui dirigea celle-ci du milieu de la fin du XIIIe siècle au début du XVIe siècle. Elle fut remplacée par un régime monarchique et autocratique, celui du grand-duché de Florence.

## Contexte
Florence se proclame en 1115 commune libre, républicaine et démocratique, et rompt ses liens avec le Saint-Empire. La gouvernance est assurée dans un premier temps par un système électif complexe de plusieurs conseils conjoints. Il faudra plus d'un siècle pour que la Commune s'affranchissent des rapports de féodalité entretenus avec les factions aristocratiques et militaires, afin qu'émerge une nouvelle forme de gouvernance, reposant sur les capacités propres à chacun des membres de la communauté florentine. Les principes ou valeurs qui dominaient cette communauté étaient l'égalité, la liberté et que « personne ne s'élevât au-dessus des autres ». Ces principes encouragèrent l'accumulation de richesses par le travail et selon le mérite de chacun. Mais l'ensemble reposant sur l'élection (tirage au sort, à bulletin secret ou à main levée), il arriva que la bourgeoisie commerçante et marchande voulut revendiquer plus de pouvoir — dès lors, les valeurs de la république, son idéal, se heurtent aux dérives ploutocratiques.
Instituée entre 1282 et 1293, par les Ordonnances de justice du second peuple (Ordinamenti di Giustizia del Secondo Popolo), le système de la seigneurie repose sur une assemblée de neuf membres élus, appelés les « Prieurs » (Priori). Cette assemblée repose elle-même sur un système de castes, une superposition de classes, sévèrement délimitées, et relativement fermées, composées de familles de métiers, les guildes, ou arte.
Les 9 membres sont choisis dans les rangs des guildes de la république, elles-mêmes organisées en conseils. Six d'entre ces membres étaient issus des sept corporations « majeures » (ou respectables), les Arti maggiori (gros fermiers éleveurs et céréaliers, médecins, drapiers et producteurs de soie, fourreurs, changeurs, juges et notaires, etc.), les deux autres venaient des guildes « moyennes et mineures », les Arti minori, d'abord les artisans, cultivés et désireux de respectabilité comme les bouchers, bonnetiers, menuisiers, tailleurs de pierre, etc. ; et d'autre part, des métiers regardant le commerces de l'alimentation, les marchands de vin, les boulangers, les tanneurs, les chaudronniers, etc., lesquels sont plus pauvres et donc moins estimés. Le neuvième membre, le Gonfalonnier de justice, appartenait à la première famille (première en termes de richesses ou de revenus, mais aussi de respectabilités, de vertus citoyennes) d'un des quatre sestieri (« quartiers ») de la ville, à savoir San Giovanni, Santa Maria Novella, Santo Spirito et Santa Croce, dominés par les quatre principales églises ou paroisses de la ville. Il existe enfin d'une part, une classe considérée comme inférieure, et qui regroupe les scopierati, les sans-travail, libres d'attaches corporatistes, et très souvent manœuvrables, et par ailleurs, des esclaves, éléments que l'on ne mentionne pas assez, venus d'Afrique, d'Asie et de Russie, et parmi lesquels les Circassiens étaient les plus recherchés ; leur statut est celui du bien meuble, ils n'ont aucun droit, mais peuvent être affranchis : dans ce cas, ils deviennent citoyen à part entière.

## Sélection des membres
Les 6 conseils d’Arti maggiori se réunissent et décident entre eux des candidats possibles. Les deux conseils d’Arti minori font de même. Peut être candidat un homme âgé d'au moins trente ans. Chaque citoyen rattaché à une corporation peut alors déposer le nom de son candidat sous bulletin secret dans l'un des huit sacs de cuir appelés borse, chacun des sacs correspondant à un siège à la Seigneurie.
Tous les deux mois, ces sacs étaient rapportés de l'église de Santa Croce où on les conservait habituellement et, lors d'une courte cérémonie, les noms des membres de la Signoria était tirés au sort. Seuls étaient éligibles ceux qui n'étaient pas endettés (entre autres vis-à-vis de l'État), n'avaient pas récemment servi la Signoria et n'entretenaient aucun rapport avec des hommes déjà établis.

## Service de la seigneurie
Immédiatement en fonction, les Prieurs abandonnaient leurs métiers et siégeaient à plein-temps au Palazzo della Signoria durant une période limitée à deux mois. Ils étaient rémunérés d'une somme symbolique qui couvrait à peine les dépenses de leur charge, et des serviteurs, en livrée verte, étaient à leur disposition. Eux-mêmes portaient un uniforme fait d'un manteau de pourpre bordée d'hermine au col et aux poignets.
Dans l'exercice de ses fonctions, la Signoria devait nécessairement consulter deux autres conseils élus collectivement, connus sous le nom de Collegi (« assemblées »). Le premier était composé de douze membres appelés Buonomini (« prud'hommes »), et le second, de seize, les Gonfalonieri (gonfalonniers).
La seigneurie dispose de trois agents d'exécution : le Podestà, qui représente l'État, le Capitaine du peuple, qui commande l'armée, et le Gonfalonnier de justice, qui commande la police et fait régner l'ordre. Chacun de ces agents d'exécution est assisté d'un conseil également élu : le Podestà et le Capitaine du peuple en disposent de deux chacun, appelés conseils spéciaux, totalisant 80 membres. Enfin, l'ensemble reposait sur le Conseil général, fort de 300 membres élus, largement ouvert aux classes ou caste inférieures. Au début du XIVe siècle, on estime que sur une population de 100 000 habitants actifs, 2 % seulement participaient aux assemblées ou conseils.
Du temps de Cosme de Médicis, le budget public annuel de la république est de 300 000 florins d'or.

## Évolution
La Signoria va connaître de profondes transformations constitutionnelles au cours des deux siècles suivant son établissement :
La première est la « révolte de Ciompi », en juin-août 1378 : la classe inférieure, hors-guilde, parvient à se faire représenter pendant un court moment au sein des conseils et de la Seigneurie.
La seconde, sans doute la plus importante, advient après le 28 novembre 1494, conséquence de la chute des Médicis, du départ de Charles VIII de France, et de la montée du parti de Savonarole, avec comme conséquence, l'établissement du Grand Conseil de Florence (Consiglio Maggiore di Firenze).